# Patryk Sztabiński

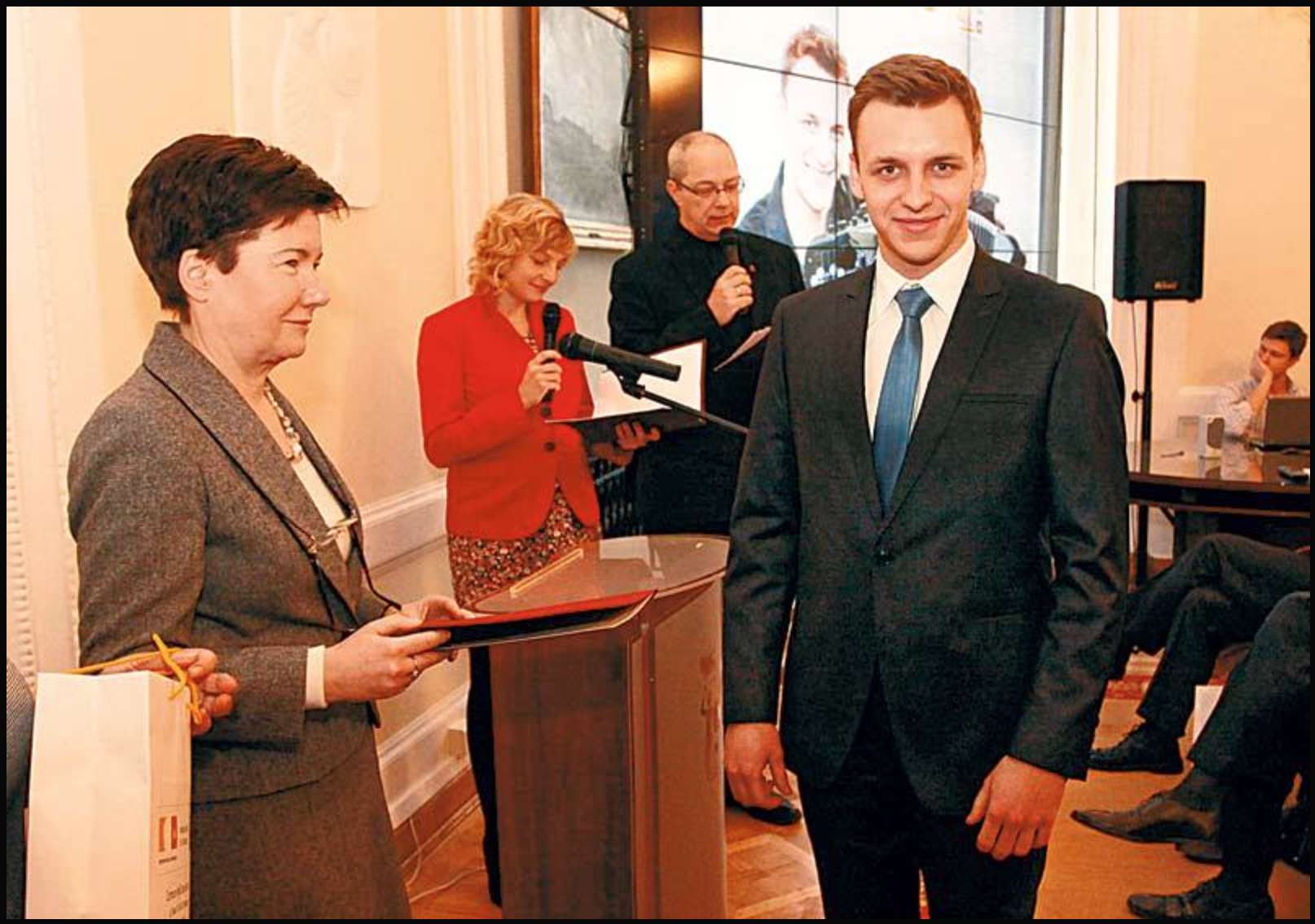
Wręczenie stypendium m.st. Warszawy im. Jana Pawła II przez Prezydent Warszawy Hannę Gronkiewicz - Waltz

Patryk Sztabiński (ur. 16 stycznia 1991 r. w Suwałkach) – polski akordeonista zajmujący się muzyką klasyczną oraz rozrywkową. 

## Życiorys
Absolwent Uniwersytetu Muzycznego Fryderyka Chopina w Warszawie w klasie prof. dr hab. Klaudiusza Barana. Jako młody artysta miał przyjemność występować w wielu prestiżowych salach koncertowych takich jak: Carnegie Hall (New York, USA), Orchard Hall (Tokyo, Japan), Festival Hall (Osaka, Japan), Opera Narodowa, Filharmonia Narodowa, Filharmonia Lwowska (Ukraina), Filharmonia Kowieńska (Litwa), Sala Opery i Filharmonii Podlaskiej, Filharmonia Opolska, Zamek Królewski - Pałac Władców w Wilnie (Litwa), Pałac Belwederski (dla prezydenta Polski) i wielu innych. Występował na Litwie, Białorusi, Ukrainie, we Włoszech, w Niemczech, Austrii, Hiszpanii, Francji, Katarze, Arabii Saudyjskiej, Turcji, Stanach Zjednoczonych, Japonii.
Oprócz kariery solistycznej Patryk Sztabiński współpracował z wieloma znanymi artystami m.in. z gwiazdami polskiej sceny z Justyną Steczkowską, Dawidem Kwiatkowskim. W 2015 roku współpracował z Operą Narodową w Warszawie przy spektaklu „Powder her face” Thomasa Adesa. Współpracował również z warszawskimi teatrami - Teatrem Polskim, Teatrem Ateneum, Teatrem Sabat.
W 2015 roku odbył tournée po Japonii wraz z Alfred Hause Tango Orchester.
W 2019 roku z udziałem Patryka Sztabińskiego ukazała się płyta "Wiesław Tupaczewski - Listy" (założyciel Kabaretu OT.TO).
W grudniu 2013 roku wydano płytę z jego solowym udziałem pt. „Young Virtuosos” zawierającą utwory rosyjskich kompozytorów takich jak: Siergiej Prokofjew, Anatolij Kusjakow i Albin Repnikow.
W roku 2012 został laureatem prestiżowego międzynarodowego konkursu multinstrumentalnego „WORLD MUSIC COMPETITION” w Ragusa Ibla na Sycylii, gdzie rywalizował z prawie 200 solistami i zespołami kameralnymi. Nagroda „Outstanding Musician” oraz dwie nagrody pozaregulaminowe zaowocowały solową trasą koncertową po Stanach Zjednoczonych. To właśnie podczas tournée w USA zadebiutował w jednej z najsłynniejszych sal koncertowych świata - Carnegie Hall.
W roku 2011 wystąpił na festiwalu „Warszawska Jesień” wraz z Orkiestrą Symfoniczną Filharmonii Narodowej pod batutą holenderskiego dyrygenta Lukasa Visa, prawykonując utwór Andrzeja Krzanowskiego - I Symfonia. Prawykonanie miało wymiar szczególny, iż dzieło powstało przed 36 laty, do tego czasu pozostając całkowicie nieznane. Utwór został nagrodzony statuetką „Złotego Orfeusza”, przyznawaną przez krytyków muzycznych.
Swoje umiejętności rozwija podczas mistrzowskich kursów. Uczestniczył w wykładach takich mistrzów jak: prof. Yuri Shishkin (Rosja), prof. Matti Rantanen (Finlandia), prof. Mie Miki (Japonia, Niemcy), prof. Geir Draugsvoll (Dania), prof. Wł. Lech Puchnowski (Polska), prof. Stefan Hussong (Niemcy), prof. Claudio Jacomucci (Włochy), prof. Alexander Selivanov (Rosja), prof. Cao Xiao-Qing (Chiny) czy prof. Aleksander Dmitriew z Konserwatorium w Petersburgu (Rosja).
Występował w programach radiowych i telewizyjnych m.in. w telewizji NDTV w Nowym Jorku, TVP 2, TVN, w Programie Drugim Polskiego Radia, w Programie Trzecim Polskiego Radia.
Patryk Sztabiński gra na najwyższej klasy akordeonie koncertowym - BUGARI ARMANDO SELECTA.

## Nagrody
- 2006 - I nagroda na VI Ogólnopolskim Konkursie Akordeonowym Muzyki Rozrywkowej i Popularnej w Giżycku (Polska)
- 2006 - I nagroda na I Grajewskich Konfrontacjach Akordeonowych w Grajewie (Polska)
- 2006 - I nagroda na I Makroregionalnym Konkursie Akordeonowym w Suwałkach (Polska)
- 2008 - I nagroda na I Makroregionalnym Konkursie Akordeonowym w Olecku kat. muzyka kameralna (Polska)
- 2008 - I nagroda na Ogólnopolskim Konkursie Akordeonowym w Chełmie (Polska)
- 2008 - Dyplom Laureata na Ogólnopolskich Przesłuchaniach Uczniów Klas Akordeonu Szkół Muzycznych II stopnia w Lublinie (Polska)
- 2008 - Finał i VIII nagroda na XXXIII Międzynarodowym Konkursie Akordeonowym w Castelfidardo (Włochy)
- 2008 - I nagroda na XXXIII Międzynarodowym Konkursie Akordeonowym w Castelfidardo kat. muzyka kameralna (Włochy)
- 2009 - Finał i VI nagroda na XXXIV Międzynarodowym Konkursie Akordeonowym w Castelfidardo (Włochy)
- 2009 - I nagroda na XVIII Międzynarodowym Festiwalu Muzyki Akordeonowej w Przemyślu (Polska)
- 2010 - I nagroda na XVI Międzynarodowych Spotkaniach Akordeonowych w Sanoku kat. muzyka kameralna (Polska)
- 2010 - I nagroda na XVI Międzynarodowych Spotkaniach Akordeonowych w Sanoku (Polska)
- 2010 - III nagroda na Ogólnopolskich Przesłuchaniach Uczniów Klas Akordeonu i Zespołów Akordeonowych Szkół Muzycznych II Stopnia w Warszawie (Polska)
- 2010 - I nagroda na III Makroregionalnym Konkursie Akordeonowym w Suwałkach (Polska)
- 2011 - III nagroda na III Ogólnopolskim Festiwalu Muzyki Akordeonowej w Solcu – Zdroju (Polska)
- 2012 - II nagroda na VI Ogólnopolskim Konkursie Interpretacji Muzycznej w Krasiczynie (Polska)
- 2012 - Nagroda finałowa "OUTSTANDING MUSICIAN" oraz 2 nagrody pozaregulaminowe na XXI “World Music Competition” IBLA Grand Prize w Ragusa Ibla (Sycylia - Włochy)
- 2012 - Laureat na XXX Jubileuszowym Ogólnopolskim Festiwalu „TYDZIEŃ TALENTÓW” – GWIAZDY PROMUJĄ w Kąśnej Dolnej (Polska)
- 2013 - II nagroda na Międzynarodowym Konkursie Akordeonowym w Wilnie (Litwa)
- 2013 - II nagroda na XV Gorlickich Konfrontacjach Akordeonowych w Gorlicach (Polska)
- 2013 - Finał i VI nagroda na XI Ogólnopolskim Konkursie Akordeonowym w Przemyślu (Polska)
- 2015 - III nagroda na Międzynarodowym Konkursie Akordeonowym w Wilnie (Litwa)

## Stypendia
- 2009 - Nagroda Miasta Suwałki
- 2010 - Stypendysta Marszałka Województwa Podlaskiego
- 2011 - Stypendysta Marszałka Województwa Podlaskiego
- 2013 - Stypendysta "Societe Generale"
- 2013 - Stypendysta Prezydenta Miasta Gorzowa Wielkopolskiego
- 2013 - Stypendysta m.st. Warszawy im. Jana Pawła II - otrzymał od prezydent Warszawy Hanny Gronkiewicz-Waltz grant, jako szczególnie wyróżniony za największe osiągnięcia artystyczne spośród 588 stypendystów z ponad 260 szkół.
- 2014 - Stypendysta Prezydenta Miasta Gorzowa Wielkopolskiego
- 2014 - Stypendysta m.st. Warszawy im. Jana Pawła II
- 2015 - Stypendysta m.st. Warszawy im. Jana Pawła II
- 2015 - Stypendysta Ministra Kultury i Dziedzictwa Narodowego „Młoda Polska”[2]